# Velacha
Velacha es una despoblado de la provincia de Soria, partido judicial de Almazán ,  Comunidad Autónoma de Castilla y León, España. Pueblo de la comarca de Arcos de Jalón que pertenece al municipio de Borjabad

## Historia
El censo de Pecheros de 1528, en el que no se contaban eclesiásticos, hidalgos y nobles, registraba la existencia 4 pecheros, es decir unidades familiares que pagaban impuestos.
Lugar que durante la Edad Media perteneció a la Comunidad de Villa y Tierra de Almazán formando parte del Sexmo de La Sierra.
A la caída del Antiguo Régimen la localidad se integra en municipio constitucional, conocido entonces como Borjabad, Valdespina y Velacha  en la región de Castilla la Vieja que en el censo de 1842 contaba con 25 hogares y 99 vecinos.

## Lugares de interés
- Santuario de la Virgen de Velacha.
- Torre atalaya en la huerta, llamada el Castillo, de piedra sillería, destinada para habitación del dueño.

## Fiestas
Romería al Santuario de Nuestra Señora de Velacha, el segundo domingo del mes de julio, a la que acude gente de todos los pueblos de los alrededores. Viana de Duero, Valdespina, Nolay, Nepas, Moñux...